# Футбол на летните олимпийски игри 1980

### Първи кръг

#### Група A
| Отбор     | Мачове | Победи | Равни | Загуби | Голове "+" | Голове „-“ | Голова разлика | Точки |
| --------- | ------ | ------ | ----- | ------ | ---------- | ---------- | -------------- | ----- |
| СССР      | 3      | 3      | 0     | 0      | 15         | 1          | +14            | 6     |
| Куба      | 3      | 2      | 0     | 1      | 3          | 9          | -6             | 4     |
| Венецуела | 3      | 1      | 0     | 2      | 3          | 7          | -4             | 2     |
| Замбия    | 3      | 0      | 0     | 3      | 2          | 6          | -4             | 0     |

| 20 юли 1980 12:00 |

| Куба       | 1 – 0  | Замбия |
| ---------- | ------ | ------ |
| Ролдан 58' | Доклад |        |

| стадион Киров, Ленинград Съдия: Мариян Раус |

| 20 юли 1980 12:00 |

| СССР                                              | 4 – 0  | Венецуела |
| ------------------------------------------------- | ------ | --------- |
| Андреев 3' Черенков 25' Гаврилов 34' Оганесян 51' | Доклад |           |

| стадион „Ленин“, Москва Съдия: Франц Вьорер |

| 22 юли 1980 12:00 |

| Куба                   | 2 – 1  | Венецуела      |
| ---------------------- | ------ | -------------- |
| Ернандес 49' Нунес 71' | Доклад | Субисарета 68' |

| стадион „Киров“, Ленинград Съдия: Емилио Гуручета-Муро |

| 22 юли 1980 12:00 |

| СССР                           | 3 – 1  | Замбия     |
| ------------------------------ | ------ | ---------- |
| Хидиятулин 9' 51' Черенков 87' | Доклад | Читалу 13' |

| стадион „Ленин“, Москва Съдия: Марван Арафат |

| 24 юли 1980 12:00 |

| СССР                                                                            | 8 – 0  | Куба |
| ------------------------------------------------------------------------------- | ------ | ---- |
| Андреев 8' 27' 44' Романцев 20' Шавло 43' Черенков 55' Гаврилов 75' Бесонов 77' | Доклад |      |

| стадион „Динамо“, Москва Съдия: Боб Валънтайн |

| 24 юли 1980 12:00 |

| Венецуела                   | 2 – 1  | Замбия     |
| --------------------------- | ------ | ---------- |
| Субисарета 86' Ели 90' (д.) | Доклад | Читалу 73' |

| стадион Киров", Ленинград Съдия: Хесус Паулино Силес |

#### Група B
| Отбор        | Мачове | Победи | Равни | Загуби | Голове "+" | Голове „-“ | Голова разлика | Точки |
| ------------ | ------ | ------ | ----- | ------ | ---------- | ---------- | -------------- | ----- |
| Чехословакия | 3      | 1      | 2     | 0      | 4          | 1          | +3             | 4     |
| Кувейт       | 3      | 1      | 2     | 0      | 4          | 2          | +2             | 4     |
| Колумбия     | 3      | 1      | 1     | 1      | 2          | 4          | -2             | 3     |
| Нигерия      | 3      | 0      | 1     | 2      | 2          | 5          | -3             | 1     |

| 21 юли 1980 12:00 |

| Чехословакия                     | 3 – 0  | Колумбия |
| -------------------------------- | ------ | -------- |
| Поклуда 14' Бергер 18' Визек 85' | Доклад |          |

| стадион „Киров“, Ленинград Съдия: Белаид Лакарн |

| 21 юли 1980 12:00 |

| Кувейт                  | 3 – 1  | Нигерия            |
| ----------------------- | ------ | ------------------ |
| Дакхил 16' 40' 85' (д.) | Доклад | Мубарак 25' (авт.) |

| стадион „Динамо“, Москва Съдия: Клаус Шурел |

| 23 юли 1980 12:00 |

| Колумбия      | 1 – 1  | Кувейт     |
| ------------- | ------ | ---------- |
| Молинарес 73' | Доклад | Султан 64' |

| стадион „Динамо“, Москва Съдия: Андерс Матсон |

| 23 юли 1980 12:00 |

| Чехословакия | 1 – 1  | Нигерия   |
| ------------ | ------ | --------- |
| Визек 25'    | Доклад | Нвосу 84' |

| стадион „Киров“, Ленинград Съдия: Енрике Лабо Реворедо |

| 25 юли 1980 12:00 |

| Колумбия    | 1 – 0  | Нигерия |
| ----------- | ------ | ------- |
| Кардона 55' | Доклад |         |

| стадион „Динамо“, Москва Съдия: Салим Наджи Ал-Хаками |

| 25 юли 1980 12:00 |

| Чехословакия | 0 – 0  | Кувейт |
| ------------ | ------ | ------ |
|              | Доклад |        |

| стадион „Киров“, Ленинград Съдия: Рикардо Латанци |

#### Група С
| Отбор   | Мачове | Победи | Равни | Загуби | Голове "+" | Голове „-“ | Голова разлика | Точки |
| ------- | ------ | ------ | ----- | ------ | ---------- | ---------- | -------------- | ----- |
| ГДР     | 3      | 2      | 1     | 0      | 7          | 1          | +6             | 5     |
| Алжир   | 3      | 1      | 1     | 1      | 4          | 2          | +2             | 3     |
| Испания | 3      | 0      | 3     | 0      | 2          | 2          | 0              | 3     |
| Сирия   | 3      | 0      | 1     | 2      | 4          | 6          | - 2            | 1     |

| 20 юли 1980 12:00 |

| ГДР     | 1 – 1  | Испания    |
| ------- | ------ | ---------- |
| Кюн 49' | Доклад | Маркос 50' |

| Републикански стадион, Киев Съдия: Улф Ериксон |

| 20 юли 1980 12:00 |

| Алжир                                    | 3 – 0  | Сирия |
| ---------------------------------------- | ------ | ----- |
| Белуми 36' Маджер 48' Мерзекане 73' (д.) | Доклад |       |

| стадион „Динамо“, Минск Съдия: Войтех Христов |

| 22 юли 1980 12:00 |

| ГДР          | 1 – 0  | Алжир |
| ------------ | ------ | ----- |
| Терлецки 61' | Доклад |       |

| Републикански стадион, Киев Съдия: Ромуалдо Арпи Фильо |

| 22 юли 1980 12:00 |

| Испания | 0 – 0  | Сирия |
| ------- | ------ | ----- |
|         | Доклад |       |

| стадион „Динамо“, Минск Съдия: Хосе Кастро Лосада |

| 24 юли 1980 12:00 |

| Испания    | 1 – 1  | Алжир      |
| ---------- | ------ | ---------- |
| Ринкон 38' | Доклад | Белуми 63' |

| стадион „Динамо“, Минск Съдия: Елдар Азим Заде |

| 24 юли 1980 12:00 |

| ГДР                                         | 5 – 0  | Сирия |
| ------------------------------------------- | ------ | ----- |
| Хаусе 6' Нец 25' 45' Петер 75' Терлецки 82' | Доклад |       |

| Републикански стадион, Киев Съдия: Улф Ериксон |

#### Група D
| Отбор      | Мачове | Победи | Равни | Загуби | Голове "+" | Голове „-“ | Голова разлика | Точки |
| ---------- | ------ | ------ | ----- | ------ | ---------- | ---------- | -------------- | ----- |
| Югославия  | 3      | 2      | 1     | 0      | 6          | 3          | +3             | 5     |
| Ирак       | 3      | 1      | 2     | 0      | 4          | 1          | +3             | 4     |
| Финландия  | 3      | 1      | 1     | 1      | 3          | 2          | +1             | 3     |
| Коста Рика | 3      | 0      | 0     | 3      | 2          | 9          | -7             | 0     |

| 21 юли 1980 12:00 |

| Югославия                   | 2 – 0  | Финландия |
| --------------------------- | ------ | --------- |
| Шекербегович 56' Шестич 58' | Доклад |           |

| стадион „Динамо“, Минск Съдия: Марио Рубио Васкес |

| 21 юли 1980 12:00 |

| Ирак                         | 3 – 0  | Коста Рика |
| ---------------------------- | ------ | ---------- |
| Башер 45' Саид 49' Хасан 75' | Доклад |            |

| Републикански стадион, Киев Съдия: Нийренда Чауи |

| 23 юли 1980 12:00 |

| Югославия                   | 3 – 2  | Коста Рика         |
| --------------------------- | ------ | ------------------ |
| Вуйович 6' 54' Приморац 24' | Доклад | Уайт 35' Аройо 90' |

| стадион „Динамо“, Минск Съдия: Баси Ейо-Онести |

| 23 юли 1980 12:00 |

| Финландия | 0 – 0  | Ирак |
| --------- | ------ | ---- |
|           | Доклад |      |

| Републикански стадион, Киев Съдия: Рамон Калдерон Кастро |

| 25 юли 1980 12:00 |

| Финландия                      | 3 – 0  | Коста Рика |
| ------------------------------ | ------ | ---------- |
| Тисари 18' Алила 58' Соини 88' | Доклад |            |

| Републикански стадион, Киев Съдия: Али Албанаи Абдулвахаб |

| 25 юли 1980 12:00 |

| Югославия         | 1 – 1  | Ирак      |
| ----------------- | ------ | --------- |
| Зоран Вуйович 63' | Доклад | Хасан 61' |

| стадион „Динамо“, Минск Съдия: Андре Даина |

## Четвъртфинали
| 27 юли 1980 12:00 |

| Югославия                                 | 3 – 0  | Алжир |
| ----------------------------------------- | ------ | ----- |
| Мирошевич 5' Шестич 19' Зоран Вуйович 70' | Доклад |       |

| стадион „Динамо“, Минск Съдия: Клаус Шурел |

| 27 юли 1980 12:00 |

| СССР                      | 2 – 1  | Кувейт     |
| ------------------------- | ------ | ---------- |
| Черенков 30' Гаврилов 51' | Доклад | Султан 59' |

| стадион „Динамо“, Москва Съдия: Марио Рубио Васкес |

| 27 юли 1980 12:00 |

| Чехословакия              | 3 – 0  | Куба |
| ------------------------- | ------ | ---- |
| Визек 29' 59' Поклуда 90' | Доклад |      |

| стадион „Киров“, Ленинград Съдия: Енрике Лабо Реворедо |

| 27 юли 1980 12:00 |

| ГДР                                                 | 4 – 0  | Ирак |
| --------------------------------------------------- | ------ | ---- |
| Шнуфазе 4' (дузпа) Нец 11' Щайнбах 17' Терлецки 22' | Доклад |      |

| Републикански стадион, Киев Съдия: Ромуалдо Арпи Фильо |

## Полуфинали
| 29 юли 1980 12:00 |

| СССР | 0 – 1  | ГДР     |
| ---- | ------ | ------- |
|      | Доклад | Нец 16' |

| стадион „Ленин“, Москва Съдия: Улф Ериксон |

| 29 юли 1980 13:00 |

| Чехословакия         | 2 – 0  | Югославия |
| -------------------- | ------ | --------- |
| Личка 4' Срейнер 18' | Доклад |           |

| стадион „Динамо“, Москва Съдия: Франц Вьорер |

## Мач за трето място
| 1 август 1980 12:00 |

| СССР                     | 2 – 0  | Югославия |
| ------------------------ | ------ | --------- |
| Оганесян 67' Андреев 82' | Доклад |           |

| стадион „Динамо“, Москва Съдия: Боб Валънтайн |

## Финал
| 2 август 1980 12:00 |

| Чехословакия | 1 – 0  | ГДР |
| ------------ | ------ | --- |
| Свобода 77'  | Доклад |     |

| стадион Ленин, Москва Съдия: Елдар Азим Заде |

## Медалисти
| Златен: | Сребърен: | Бронзов: |
| Чехословакия Станислав Семан Ярослав Нетоличка Лудек Мацела Йозеф Мазура Либор Радимец Зденек Ригел Ладислав Визек Ян Бергер Индржих Свобода Петер Немец Любомир Поклуда Вернер Личка Олдржих Рот Франтишек Щамбахар Ростислав Вацлавичек Франтишек Кунзо Зденек Шрейнер Треньор: Франтишек Гавранек | ГДР Бодо Рудваляйт Бернд Якубовски Норберт Трилоф Матиас Мюлер Лотар Гаузе Матиас Либерс Артур Улрих Рюдигер Шнупхазе Франк Терлецки Франк Баум Волф-Рюдигер Нец Дитер Кюн Вернер Петер Волфганг Щайнбах Франк Улиг Юрген Берингер Андреас Траутман Треньор: Рудолф Краузе | СССР Ринат Дасаев Владимир Пилгуй Тенгиз Сулаквелидзе Александър Чивадзе Вагиз Хидиятулин Олег Романцев Сергей Балтача Сергей Никулин Сергей Шавло Владимир Бесонов Юрий Гаврилов Фьодор Черенков Хорен Оганесян Александър Прокопенко Сергей Андреев Валерий Газаев Реваз Челебадзе Треньор: Константин Бесков |